# Lee Nurse
Lee Harvey Nurse (Basingstoke, Hampshire; 24 de diciembre de 1976 - Ibid., 9 de abril de 2020) fue un jugador de críquet inglés. Fue un bateador diestro. Murió a los cuarenta y tres años en el hospital de Basingstoke, el 9 de abril de 2020, como resultado de complicaciones de COVID-19 causado por el virus del SARS-CoV-2 durante la pandemia de coronavirus.

## Carrera
Hizo su debut en el Berkshire County Cricket Club en el Campeonato de Condados Menores de 1997 contra Dorset. Jugó 29 partidos de Campeonatos de los Condados Menores para el equipo, con su última aparición en el condado contra Cheshire. También jugó en 14 partidos del MCCA Knockout Trophy, el último de los cuales fue contra Dorset en 2006.
También representó al condado en los partidos de la Lista A, haciendo su debut en la Lista A contra Sussex Cricket Board en el NatWest Trophy 2000. Representó al condado en siete partidos de la Lista A, con su último partido en ese formato contra Durham en el Cheltenham &amp; Gloucester Trophy 2003.

## Familiar
Su tío abuelo Seymour Nurse jugó críquet de prueba para las Indias Occidentales y en primera clase de la Lista A para Barbados. 